# Руднички гас
Руднички гас је запаљиви гас који се налази у рудницима угља. То је назив за неколико запаљивих гасова, међу којима се налази највише метана. Нарочито се налази у областима битуминозног угља. Гас се акумулира (нагомилава) у џеповима рудника и суседних спојева и када продре, отпуштање гаса може да изазове експлозију. 

## Име
Руднички гас је колективни назив за све гасове (осим ваздуха) који се налазе у рудницима угља у Енглеској. Реч је англицизам од ДАМПФ, немачке речи за пару. Његова употреба почиње у 17.веку, када је велики број немачких рудара и рударских инжењера дошао у Енглеску да помогне у развоју подземног копања угља.

## Удео смртности у рудницима
Руднички гас је експлозиван у концентрацијама измедју 4 И 16%, са највише смртности око 10% и узрочник је многих смрти у рудницима угља пре проналаска Дејвијева лампе. Проналазак је био подстакнут урушавањем рудника близу Њукасла односећи 92 живота, 25.маја 1812. Дејви је експериментисао са гвозденом газом , одређивајући максималну величину шупљине и оптималну дебљину жице која спречава пролазак пламена кроз газу. Ако је такав пламен потпуно затворен таквом газом, онда метан може да прође у лампу и сагори безбедно изнад пламена. Он није патентирао овај свој изум.
Чак и након што су сигурносне лампе уведене у општу употребу, експлозије рудничким гасом су се и даље јављале услед варница које настају када угаљ контаминиран са пиритом бива заглављен са металним алатом. Присуство угљене прашине у ваздуху је повећавало ризик од експлозије рудничким гасом и заиста може да доведе до саме експлозије.
Рудници угља у Тајнсајду у Енглеској су имали смртоносну комбинацију каменог угља зараженог пиритом и велики број живота је изгубљен у несрећама због експлозија рудничким гасом, укључујући и 102 зртве у Валсенду 1835. Континуирани пламен је произведен у Вајтхевну мало пре 1733, описан: “широк јард и два јарда дуг”. Рудари су се трудили да га проведу цевима напоље.
Уместо Дејви лампе, рудари из Тајнсајда су користили Џорди лампу, сличну сигурносну лампу креирану од стране Џорџа Стивенсона. Након широко распрострањеног увођења сигурносних лампи, експлозије су наставиле да се дешавају јер су ране Дејви лампе биле крхке и лако уништиве. Гвозденој гази, на пример, било је неопходно да изгуби једну жицу да би постала небезбедна. Светлост је такође била веома лоша и било је узастопних покушаја да се поправи основни дизајн (концепт). Висина конуса за сагоревање метана у заштитној лампи са пламеном може бити искориштена за процену концентрације гаса у локалној атмосфери. Тако није било све до 1890-их, када су сигурне и поуздане лампе постале доступне у рудницима.